# Weißer Bildstock (Bad Kissingen)

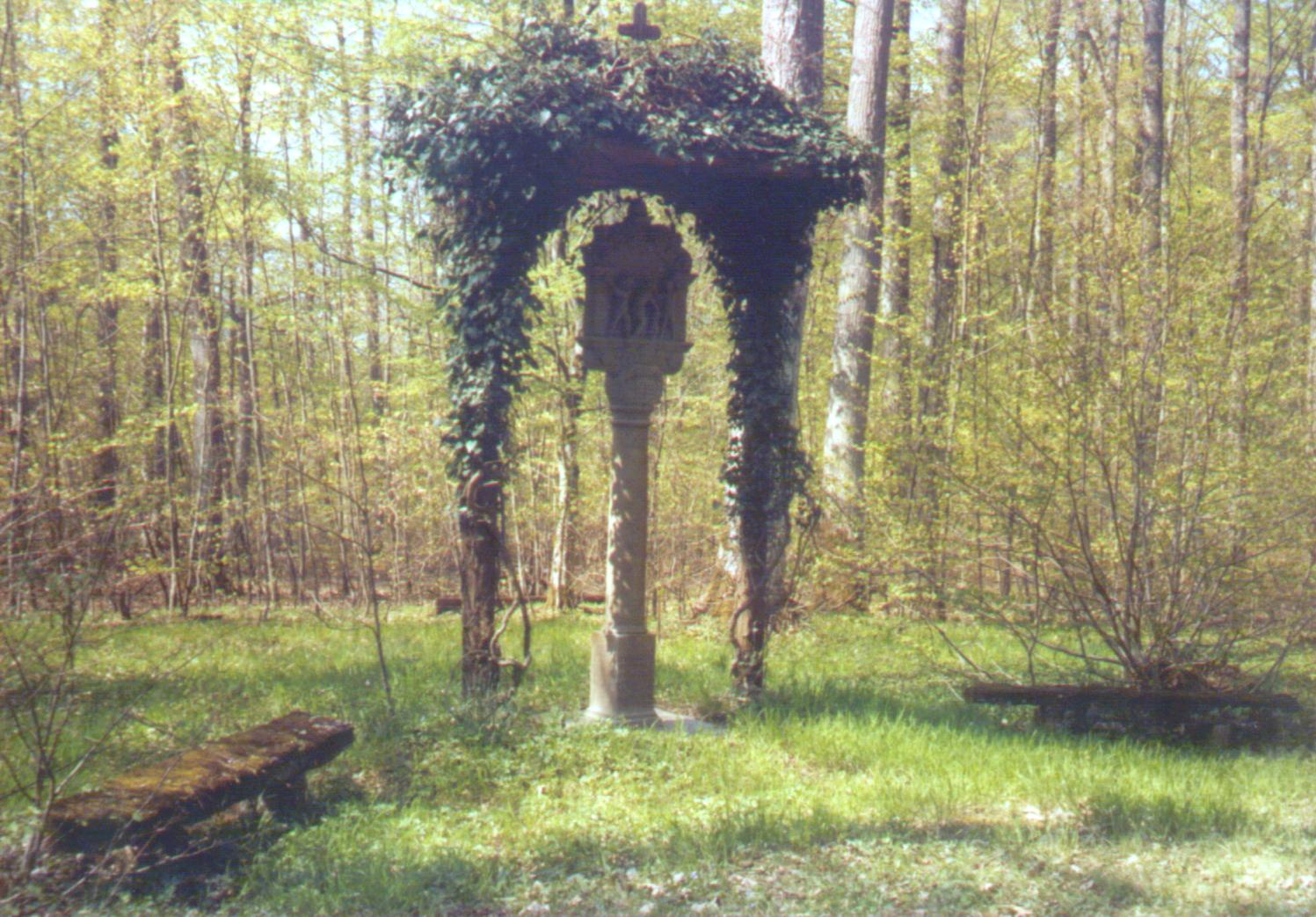
Weißer Bildstock in Bad Kissingen.

Der Weiße Bildstock ist ein Flurdenkmal in Bad Kissingen, der Großen Kreisstadt des unterfränkischen Landkreises Bad Kissingen. Es gehört zu den  Bad Kissinger Baudenkmälern und ist unter der Nummer D-6-72-114-406 in der Bayerischen Denkmalliste registriert.

## Geschichte
Der „Weiße Bildstock“ befindet sich am Rand des Klauswaldes nahe der Abzweigung der „Wildfuhr“ von der B 286. Der Bildstock steht an einer alten Gebetsstätte. Laut Inschrift an der Zwischenpartie zwischen Aufsatz und Säule stammt der Bildstock aus dem Jahr 1705.
Die Grundplatte ist quadratisch mit einer Seitenlänge von 115 Zentimetern. Die Rundsäule ist 182 Zentimeter hoch und trägt folgende Inschrift:

„PAVLVS RÜCHMAR
UNT VRSVLA GEP.SCHMENIN
HAPEN TISEN BILTSTOK ZU
EHREN DES H KREVZ
SEZEN LASEN“

Die Aufsatztafel ist 115 Zentimeter hoch und mit einer Umrahmung ausgestattet. Auf der einen Seite zeigt sie den von zwei Kriegsknechten gefolterten Christus, auf der anderen Seite das Motiv des Heiligen Wandels mit Maria und Josef, die Jesus an der Hand führen.
Über dem Bildstock ist eine Dachkonstruktion mit Holzschindeln auf zwei hohen Pfosten aufgebaut.